# Kriegsgräberstätte Badenweiler
Die Kriegsgräberstätte Badenweiler ist eine 1950 errichtete Kriegsgräberstätte in Badenweiler im baden-württembergischen Landkreis Breisgau-Hochschwarzwald.
Die Kriegsgräberstätte mit Kapelle liegt an einem Waldrand zwischen Lipburg und Badenweiler. Sie wird von einer niedrigen Mauer umschlossen, in die eine Kapelle eingebaut ist. In Dreiergruppen sind Granitkreuze über die Gräberstätte verteilt. Namensteine kennzeichnen die jeweiligen Gräber.
Dort ruhen 326 Kriegstote aus dem Ersten Weltkrieg (1914–1918) und dem Zweiten Weltkrieg (1939–1945). Bei den Toten handelt es sich um im Lazarett Verstorbene und in den Kämpfen um Müllheim im Markgräflerland Gefallene. Die ursprünglich auch hier bestatteten französischen Gefallenen wurden 1946 nach Frankreich überführt. In der Kapelle sind die Toten auch in Sgraffitotechnik an den Wänden verewigt. Daneben sind auch im Zweiten Weltkrieg Gefallenen von Badenweiler, Sehringen und Lipburg, die nicht hier begraben wurden, verewigt.
In der Nähe befindet sich der Friedhof Badenweiler-Lipburg mit den Gräbern einiger bedeutender Persönlichkeiten wie z. B. René Schickele, Herbert Blankenhorn und der Schauspieler Charles Regnier.